# Солнечный парус

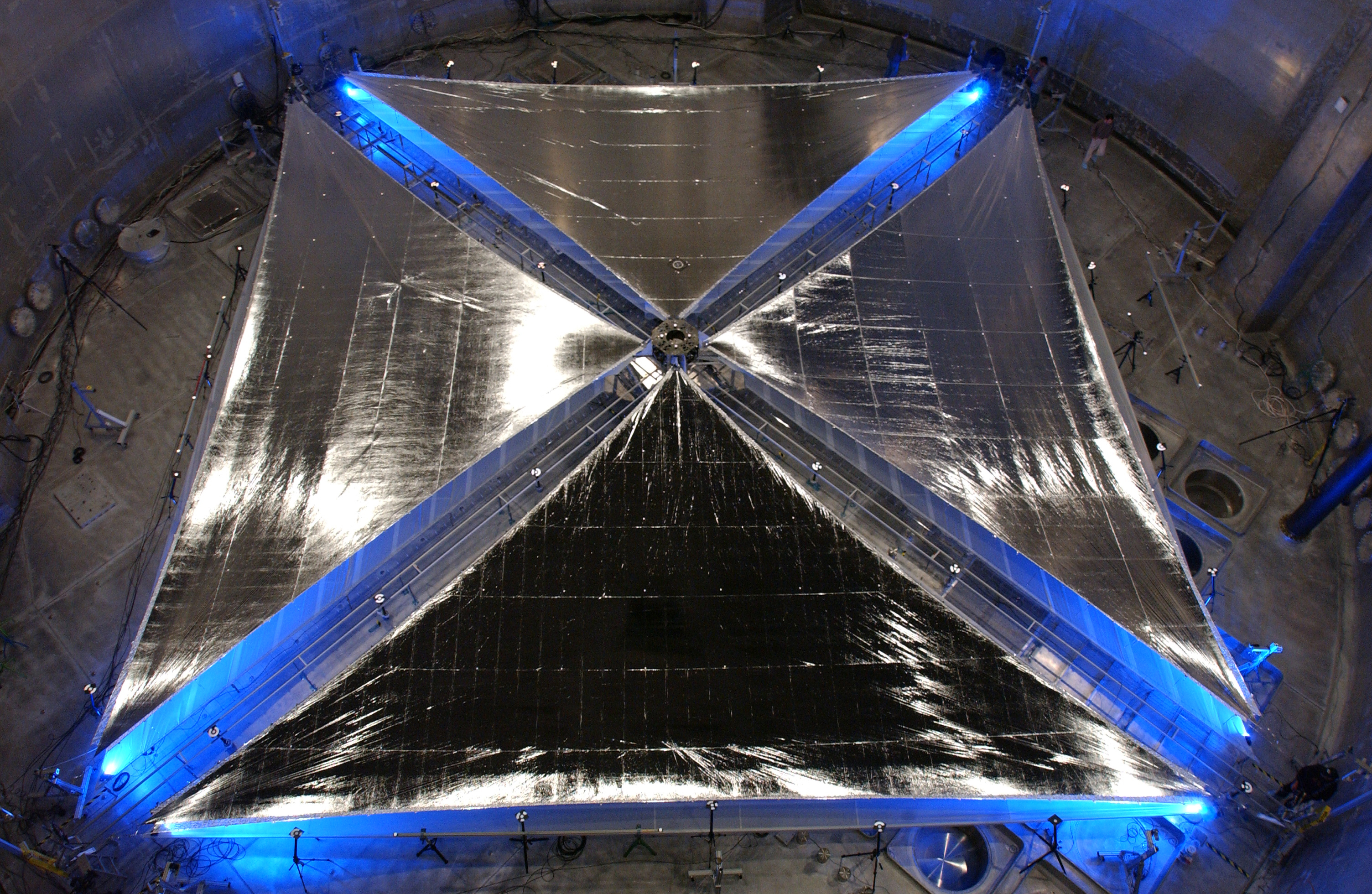
Солнечный парус шириной 20 метров, разработанный в НАСА

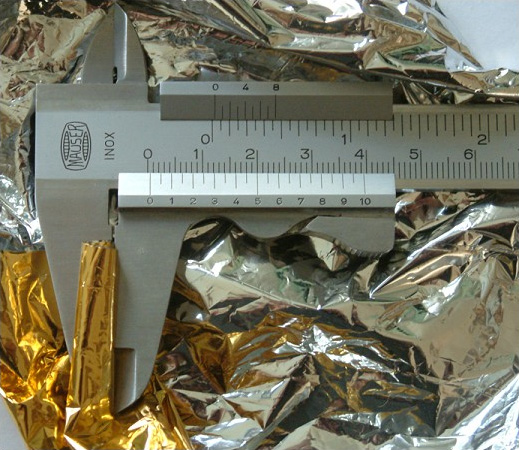
Толщина солнечного паруса

Со́лнечный па́рус (также называемый световым парусом или фотонным парусом) — приспособление, использующее давление солнечного света или лазера на зеркальную поверхность для приведения в движение космического аппарата.
Следует различать понятия «солнечный свет» (поток фотонов, именно он используется солнечным парусом) и «солнечный ветер» (поток элементарных частиц и ионов, который используется для полётов на электрическом парусе — другой разновидности космического паруса).
Идея полётов в космосе с использованием солнечного паруса возникла в 1920-е годы в России и принадлежит одному из пионеров ракетостроения Фридриху Цандеру, исходившему из того, что частицы солнечного света — фотоны — имеют импульс и передают его любой освещаемой поверхности, создавая давление. Величину давления солнечного света впервые измерил русский физик Пётр Лебедев в 1900 году.
Давление солнечного света относительно мало (на Земной орбите — около 9·10−6 Н/м2) и уменьшается пропорционально квадрату расстояния от Солнца. Например, общая сила, действующая на солнечный парус 800 на 800 метров, составляет около 5 ньютонов на расстоянии Земли от Солнца. Солнечный парус может действовать в течение почти неограниченного периода времени, и совсем не требует расхода рабочего тела, и поэтому в некоторых случаях его использование может быть предпочтительно. Однако до настоящего времени ни один из космических аппаратов не использовал солнечный парус в качестве основного двигателя по причине крайне низкой тяги.

## Физика явления
Предположим, что на неподвижное плоское идеальное зеркало массы {\displaystyle m} нормально к его поверхности падает плоская световая волна с энергией {\displaystyle W_{0}}. Обозначим энергию отражённой световой волны как {\displaystyle W_{1}}, скорость, приобретённую зеркалом в результате отражения волны как {\displaystyle v}. Тогда закон сохранения энергии: {\displaystyle W_{0}+mc^{2}=W_{1}+{\frac {mc^{2}}{\sqrt {1-{\frac {v^{2}}{c^{2}}}}}}} и закон сохранения импульса: {\displaystyle {\frac {W_{0}}{c}}=-{\frac {W_{1}}{c}}+{\frac {mv}{\sqrt {1-{\frac {v^{2}}{c^{2}}}}}}}. Из этих уравнений можно получить:
{\displaystyle v=c{\frac {(1+{\frac {2W_{0}}{mc^{2}}})^{2}-1}{(1+{\frac {2W_{0}}{mc^{2}}})^{2}+1}}} (1)
{\displaystyle W_{1}={\frac {W_{0}}{1+{\frac {2W_{0}}{mc^{2}}}}}} (2)
Отсюда следует, что коэффициент полезного действия фотонного паруса (доля энергии падающей волны, передаваемая парусу) тем больше, чем больше отношение энергии падающей волны к энергии покоя паруса. При энергии падающей волны, много большей энергии покоя зеркала {\displaystyle W_{0}\gg mc^{2}} практически вся энергия волны передаётся зеркалу.
В другом крайнем случае энергия падающей волны много меньше энергии покоя зеркала {\displaystyle W_{0}\ll mc^{2}}. В этом случае из формулы (1) получаем: {\displaystyle {\frac {v}{c}}\approx {\frac {2W_{0}}{mc^{2}}}}. Из формулы (2) получаем:{\displaystyle {\frac {\Delta W}{W_{0}}}={\frac {W_{0}-W_{1}}{W_{0}}}\approx {\frac {2W_{0}}{mc^{2}}}}. Из этой формулы видно, что в этом случае световая волна передаёт парусу лишь ничтожную часть своей энергии.

## Конфигурации паруса

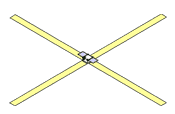
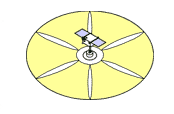

## Космические аппараты, использующие солнечный парус
Советскими учёными была изобретена схема радиационно-гравитационной стабилизации космического аппарата, основанная на применении солнечного паруса. Первое развёртывание солнечного паруса в космосе было произведено на российском корабле «Прогресс М-15» 4 февраля 1993 года в рамках проекта «Знамя-2».

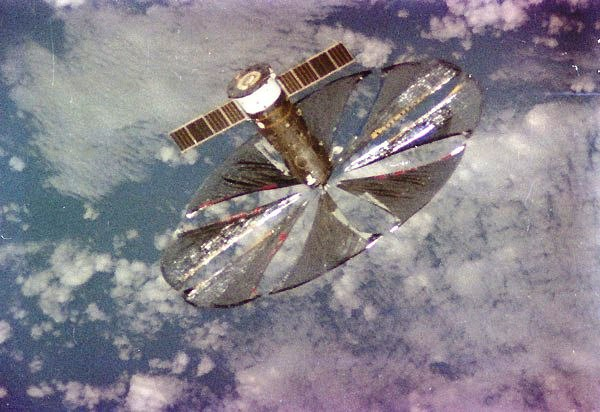
Знамя-2 после успешного развёртывания

Первым использовавшим космический парус как движитель аппаратом стал японский IKAROS, который и считается первым в истории космическим парусником.
21 мая 2010 года Японское космическое агентство (JAXA) запустило ракету-носитель H-IIA, на борту которой находились космический аппарат IKAROS с солнечным парусом и метеорологический аппарат для изучения атмосферы Венеры. IKAROS оснащён парусом из тончайшей мембраны размером 14 на 14 метров по длине и ширине. С его помощью предполагается исследовать особенности движения аппаратов при помощи солнечного света. На создание аппарата было потрачено 16 миллионов долларов. Раскрытие солнечного паруса началось 3 июня 2010 года, а 10 июня успешно завершилось. По кадрам, переданным с борта IKAROS, можно сделать вывод, что все 196 квадратных метров ультратонкого полотна расправились успешно, а тонкоплёночные солнечные батареи начали вырабатывать энергию.
Сейчас в России существует консорциум «Космическая регата», который провёл несколько опытов с солнечными отражателями с целью освещения районов нефте- и газодобычи. Также существуют проекты выплавления зеркал на орбите из астероидов.
20 мая 2015 года с космодрома на мысе Канаверал первый в истории частный спутник на солнечном парусе «LightSail-1» был отправлен в тестовый полёт.

## Космическая регата
В 1989 году юбилейной комиссией Конгресса США в честь 500-летия открытия Америки был объявлен конкурс о выведении на орбиту нескольких солнечных парусных кораблей, разработанных в разных странах, и проведении гонки под парусами к Марсу. Весь путь планировалось пройти за 500 дней. Свои заявки на участие в конкурсе подали США, Канада, Великобритания, Италия, Китай, Япония и Советский Союз. Старт должен был состояться в 1992 году.
Претенденты на участие стали выбывать почти сразу, столкнувшись с рядом проблем технического и экономического плана. Распад Советского Союза, однако, не привёл к прекращению работы над отечественным проектом, который по мнению разработчиков, имел все шансы на победу. Но регата была отменена ввиду финансовых трудностей у юбилейной комиссии (а возможно, ввиду всей совокупности причин). Грандиозное шоу не состоялось. Однако солнечный парус российского производства был создан (единственный из всех) совместно НПО «Энергия» и ДКБА, и получил первую премию конкурса.

## Солнечный парус в проектах звездолётов

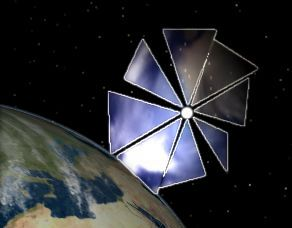
Солнечный парус на аппарате Космос 1 (модель)

Солнечный парус и другие виды космического паруса планируется использовать в некоторых проектах звездолётов. Преимуществом солнечного парусника является отсутствие топлива на борту, что позволяет увеличить полезную нагрузку по сравнению с космическим кораблём на реактивном движении. Однако концепция солнечного паруса требует лёгкого по массе и одновременно большого по площади паруса.
Недостатком солнечного парусника является зависимость ускорения от расстояния до Солнца: чем дальше от Солнца, тем меньше давление солнечного света и, тем самым, меньше ускорение паруса, а за пределами Солнечной системы давление солнечного света и, соответственно, эффективность солнечного паруса приблизится к нулю. Световое давление от Солнца довольно мало, поэтому для увеличения ускорения существуют проекты разгона солнечного парусника лазерными установками с генерирующих станций вне Земли. Данные проекты сталкиваются с проблемой точного наведения лазеров на сверхдальних расстояниях и создания лазерных генераторов соответствующей мощности.
Джеффри Ландис предложил использовать солнечную батарею для передачи энергии через лазер от базовой станции на межзвёздный зонд с ионным двигателем, что даёт некоторое преимущество по сравнению с чисто космическим парусом (в настоящее время данный проект неосуществим из-за технических ограничений).

### Гипотетически возможные проекты
По оценкам Митио Каку в книге Физика невозможного теоретически возможен разгоняемый лазерами с Луны солнечный парус, который может достичь до половины скорости света и долететь до ближайшей звезды за 8 лет. Однако это потребует строительства солнечного паруса поперечником в несколько сотен километров и тысяч лазеров на Луне с продолжительностью работы в десятилетия, что трудно реализовать по экономическим и техническим причинам.

## В культуре
- Рассказ «Солнечный ветер[англ.]» (1963) писателя-фантаста Артура Чарльза Кларка, вошедший в сборник рассказов «Обмен Разумов»[23], целиком посвящён космической регате яхт, оснащенных солнечным парусом и приводимых в движение исключительно солнечным ветром. В рассказе, написанном от имени одного из участвующих в регате капитанов, перечислены яхты с различными вариантами исполнения солнечного паруса и средств стабилизации полёта. В рассказе также описывается инцидент, в ходе которого произошло столкновение двух яхт.
- В книге Бернара Вербера «Звёздная бабочка» повествование идёт о фантастическом космическом корабле в форме бабочки с использованием фотонного паруса.
- В сериале «Звёздный путь. Дальний космос 9» (s03e22 Explorers) коммандер Бенджамин Сиско строит корабль с солнечными парусами, чтобы доказать правдивость истории о древнем контакте баджорцев с кардассианской цивилизацией
- В фильме «Звёздные войны. Эпизод II: Атака клонов» после битвы на Джеонозисе граф Дуку улетает на Корусант на солнечном паруснике.
- В анимационном фильме студии Disney «Планета сокровищ» на сёрфере, корабле и шлюпке установлены солнечные паруса, как и на других судах которые можно увидеть в порту. В игре по мотивам фильма так же присутствуют суда, использующие солнечные паруса.
- Во вселенной Warhammer 40000 солнечными парусами оснащены корабли расы эльдар.
- Одна из серий мультсерий Смешарики: Пин-код (спин-оффа мультсериала Смешарики), а именно — двадцатая серия «Солнечный бриз» — посвящена теме солнечного паруса
- В третьем сезоне сериала «Ради Всего Человечества» американский пилотируемый марсианский корабль «Соджернер-1» оснащён, помимо ядерных двигателей, солнечными парусами.